# Claus-Heinrich Daub
Claus-Heinrich Daub (* 26. Juni 1969 in Freiburg) ist ein deutscher Soziologe. Er ist Professor für Marketing und Management an der Fachhochschule Nordwestschweiz und dort stv. Leiter des Instituts für Unternehmensführung. Außerdem ist er Privatdozent an der Universität Basel.

## Leben
Daub wuchs im südbadischen Schopfheim auf und studierte nach dem Abitur am dortigen Theodor-Heuss-Gymnasium Soziologie, Philosophie, Volkskunde, Politik- und Verwaltungswissenschaften an den Universitäten Konstanz, Freiburg/Bg. und Basel (1990–1994). Er wurde 1996 mit einer Arbeit über intime Systeme in Soziologie zum Dr. phil. promoviert und habilitierte sich 2005 mit einer Arbeit zur Rolle multinationaler Unternehmen im Prozess der nachhaltigen Entwicklung. Von 1985 bis 1995 betätigte er sich  als Journalist in Deutschland und der Schweiz (u. a. Basler Zeitung, Badische Zeitung), von 1995 bis 1999 war er Assistent am Institut für Soziologie der Universität Basel, von 1996 bis 2000 arbeitete er als Leiter Marketing und Kommunikation des Europäischen Zentrums für Wirtschaftsforschung und Strategieberatung, Prognos. Im November 1999 wurde er auf eine Professur für Marketing und Management an der Fachhochschule Nordwestschweiz FHNW berufen, wo er von 2006 bis 2014 Leiter des Kompetenzschwerpunkts nachhaltiges Management war und seit 2014 stellvertretender Leiter des Instituts für Unternehmensführung ist. Daneben ist er Privatdozent an der Universität Basel, und Visiting Professor an verschiedenen europäischen Universitäten und Hochschulen Limerick (Irland), Galway (Irland), Västerås (Schweden), Primorska (Slowenien), Fribourg (Schweiz).
Er ist neben seinen Tätigkeiten im Hochschulwesen Präsident der Gesellschaft für Wissenschaftspublizistik (gesowip), präsidiert die Jury des Schweizer Nachhaltigkeitspreises „prix.eco“, ist Vorstandsmitglied der Cleantech Agentur Schweiz (ACT) und Mitglied im Wissenschafts-Beirat des Wirtschaftsverbandes swisscleantech.

## Publikationen (Auswahl)
- Projekte nachhaltig managen: Ein Leitfaden für die Praxis in Nonprofit-Organisationen Gesowip, Basel 2012, ISBN 978-3-906129-76-1 (zusammen mit Jan Frecè und Yvonne Scherrer).
- Basel im Spiegel seiner Bewohner, Besucher und Unternehmer: Image und Ansprüche an den Wohnort, die Destination und den Unternehmensstandort Basel. Gesowip, Basel 2009, ISBN 978-3-906129-54-9 (zusammen mit Andrea Kampschulte).
- Die besten integrierten Geschäftsberichte der Schweiz: Aktuelle Ergebnisse und Bilanz einer Studie über fünf Jahre. Gesowip, Basel 2007, ISBN 978-3-906129-43-3 (mit Ylva Stiller, Sebastiaan Stiller, Rudolf Ergenzinger, Yvonne Myrtha Scherrer).
- Geschäftsberichterstattung Schweizer Unternehmen 2005. Gesowip, Basel 2005, ISBN 3-906129-29-2.
- Globale Wirtschaft – globale Verantwortung: Die Integration multinationaler Unternehmen in den Prozess der nachhaltigen Entwicklung. Gesowip, Basel 2005, ISBN 3-906129-23-3 (Habilitationsschrift, Universität Basel, 2005).
- Spannungsfeld Unternehmenskommunikation: Perspektiven im Zeitalter der Globalisierung. Gesowip, Basel 2003, ISBN 3-89811-221-7.
- Intime Systeme. Eine soziologische Analyse der Paarbeziehung. Helbing & Lichtenhahn, Basel/Frankfurt am Main 1996, ISBN 3-7190-1546-7 (Dissertation, Universität Basel, 1996).